# واکنش ترمیدوری

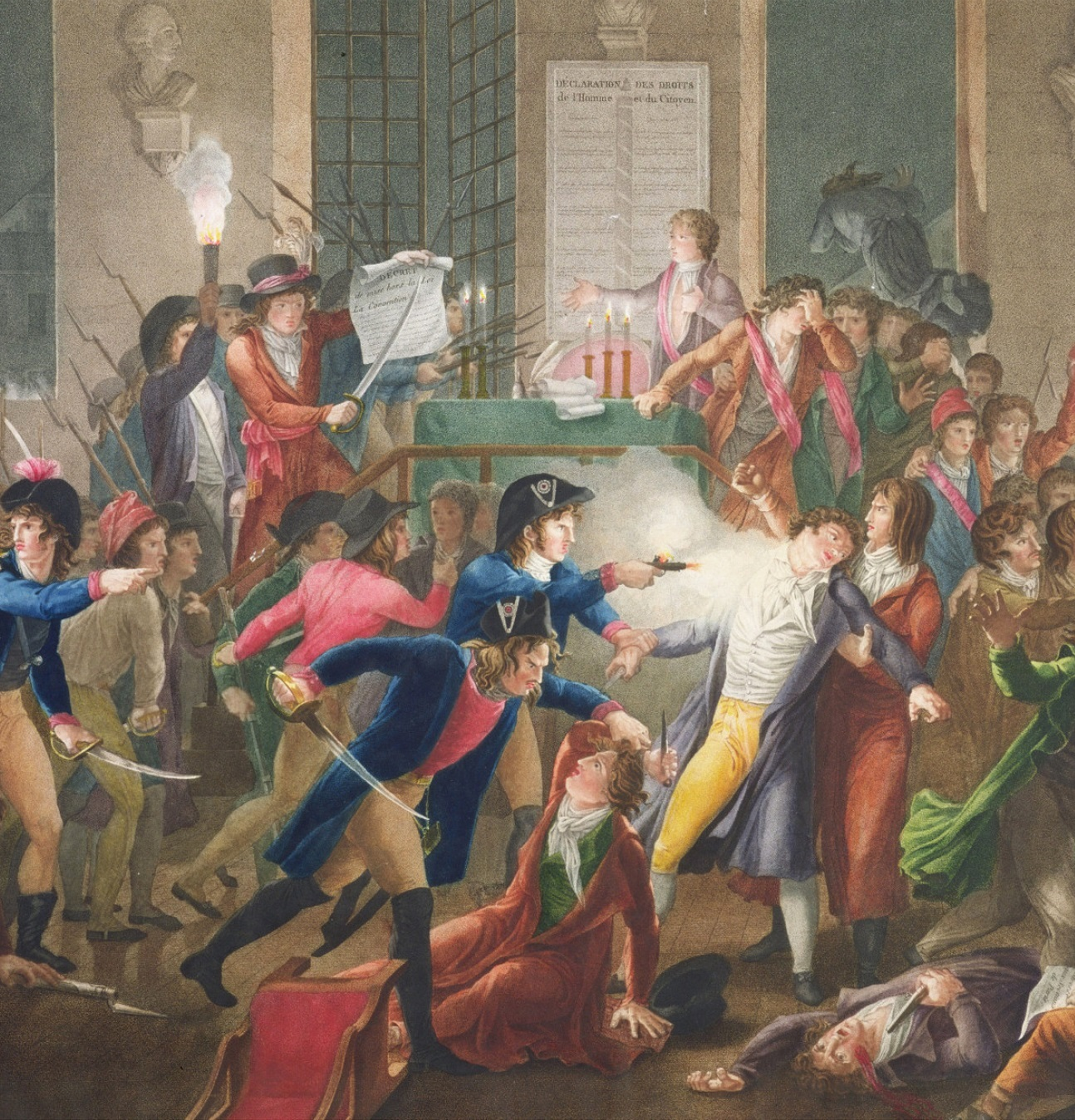
تیراندازی ژاندارم شارل-آندره مردا به ماکسیمیلیان روبسپیر

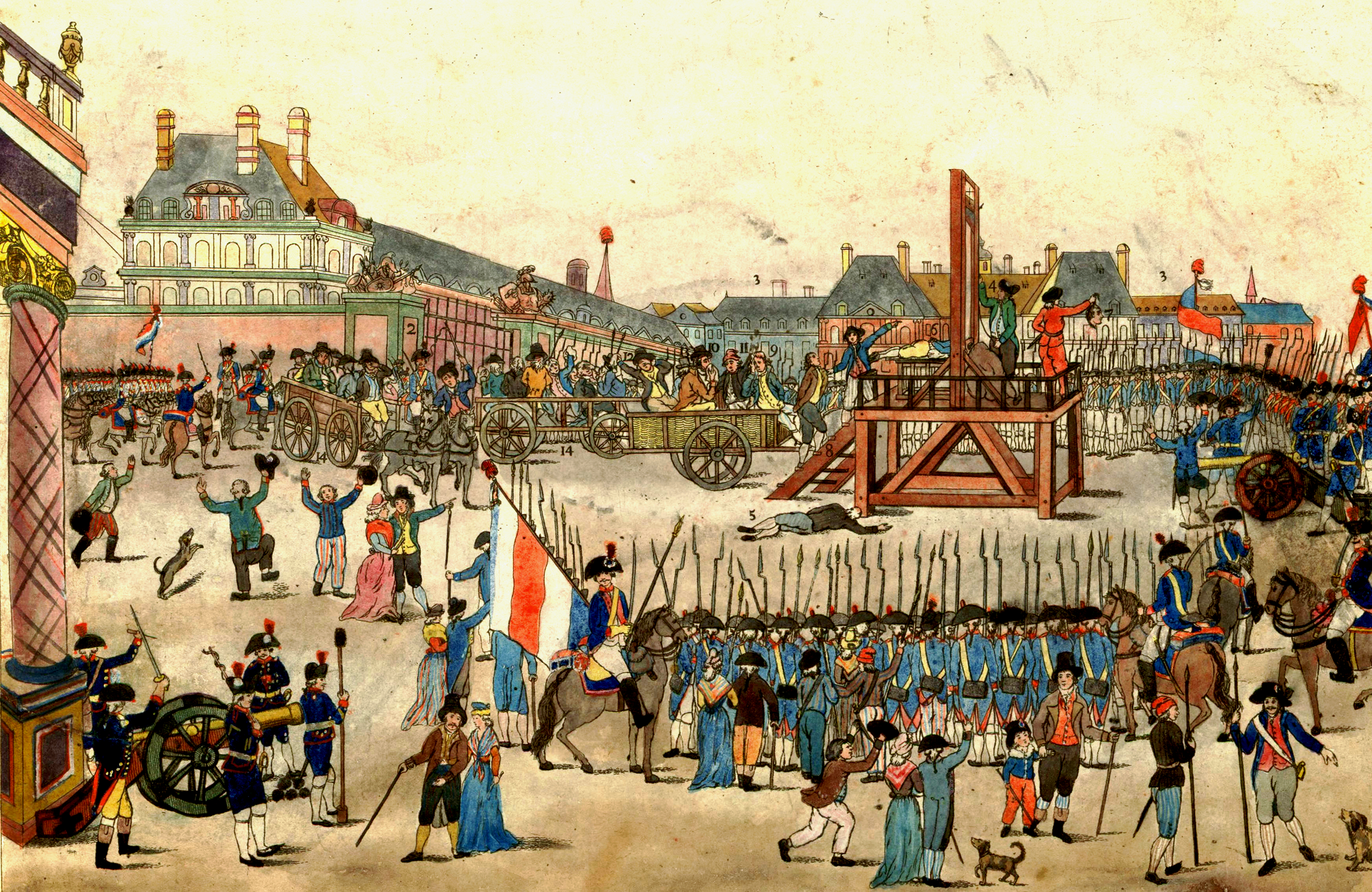
اعدام روبسپیر در ۲۸ ژوئیه ۱۷۹۴ و پایان حکومت وحشت

واکنش ترمیدوری (فرانسوی: Réaction thermidorienne‎) یک اصطلاح رایج برای برکناری ماکسیمیلیان روبسپیر از قدرت در ۲۷ ژوئیه ۱۷۹۴ و تشکیل دیرکتوار است.
پس از این رویداد که نقطه عطفی در روند انقلاب فرانسه محسوب می‌شود کنوانسیون ملی فرانسه به آخرین بخش فعالیت خود رسید و حکومت وحشت پایان یافت. در ۲۸ ژوئیه تعداد زیادی از دولتمردان همچون ماکسیمیلیان روبسپیر، لوئی آنتوان دو سن-ژوست، ژرژ کوتون، اوگوستن روبسپیر و فرانسوا آنریو با گیوتین اعدام شدند.